# Безіл Голл Чемберлен
Безіл Голл Чемберлен (англ. Basil Hall Chamberlain; 18 жовтня 1850, Саутсі біля Портсмута — 15 лютого 1935, Женева) — професор Імператорського університету Токіо, один з провідних британських японознавців, який працював наприкінці XIX століття в Японії. Чемберлен є зокрема одним із перших перекладачів хайку англійською мовою. Відомий також своєю інформативною та популярною однотомною енциклопедією «Things Japanese», яка вперше вийшла друком 1890 року, і згодом неодноразово перевидавалася. Чемберлен був також автором збірки поезій французькою мовою.

## Біографія
Чемберлен народився в Саутсі в родині адмірала Вільяма Чарльза Чемберлена та його дружини Елізи Голл, дочки письменника-мандрівника Безіла Голла. Його молодшим братом був письменник Г'юстон Стюарт Чемберлен. Чемберлен виховувався двомовним англійською та французькою мовами. Після того, як після смерті матері в 1856 році, його послали до бабусі по материнській лінії у Версаль, він також вивчив у Франції німецьку мову. Чемберлен сподівався поступити до Оксфордського університету, натомість почав працювати в Лондонському банку Барінгс. Така робота йому зовсім не підходила, тож невдовзі він зазнав нервового зриву. Він залишив Велику Британію, сподіваючись поправити здоров'я, але не мав якось чіткої мети.

### Японія
29 травня 1873 року Чемберлен прибув до Японії. Тут він знайшов роботу викладача в Імператорській морській школі в Токіо, де й працював з 1874 до 1882 рік. З 1886 року він обійняв посаду професора японської мови в Імператорському університеті Токіо. Тут він здобув репутацію одного з найкращих фахівців з японської мови та літератури. Він також був піонером у вивченні мов рюкю та айну Він також є автором першого перекладу Кодзікі англійською мовою (1883), Довідника з розмовної японської мови (1888), енциклопедії "Японські речі "(1890) та Практичного посібника з вивчення японської писемності (1905). Незважаючи на своє хронічно погане самопочуття, він також був завзятим мандрівником і разом із В. Б. Мейсоном видав «Довідник для мандрівників у Японії» (1891), який згодом кілька разів перевидавався.
Чемберлен був якийсь час близьким другом Лафкадіо Герна.

## Праці
- The Classical Poetry of the Japanese. 1880.
- A Translation of the «Ko-Ji-Ki» [Архівовано 21 липня 2017 у Wayback Machine.]. 1883.
- The Language, Mythology, and Geographical Nomenclature of Japan Viewed in the Light of Aino Studies. 1887.
- Aino Folk-Tales [Архівовано 25 січня 2021 у Wayback Machine.]. 1888.
- A Handbook of Colloquial Japanese. 1887.
- Things Japanese. Sechs Auflagen, 1890—1936.
  - (Übers.) Allerlei Japanisches (Things Japanese). Bondy, Berlin 1912.
- A Handbook for Travellers in Japan. 3. Aufl. 1891. Mitherausgeber: W. B. Mason. (більш ранні видання не були авторства Чемберлена. Онлайн)
- Essay in aid of a grammar and dictionary of the Luchuan language. 1895.
- «Bashō and the Japanese Poetical Epigram.» Asiatic Society of Japan, vol. 2, no. 30, 1902 (деякі його переклади вміщені у виданні: Faubion Bowers «The Classic Tradition of Haiku: An Anthology», Dover Publications, 1996, 78pp. ISBN 0-486-29274-6)
- Japanese Poetry. 1910.
- The Invention of a New Religion. 1912. in Things Japanese von 1927.
- Huit Siècles de poesie française. 1927.
- … encore est vive la Souris. 1933.
- A practical introduction to the study of Japanese writing (Moji no Shirube), London 1905